# I’m Not Afraid to Move On
I'm Not Afraid to Move On – utwór norweskiego wokalisty Josteina Hasselgårda, napisany przez Arvego Furseta i VJ Strøma, nagrany i wydany w 2003 roku.

## Historia utworu

### Wykonania na żywo:Melodi Grand Prix, Konkurs Piosenki Eurowizji
W 2003 roku utwór „I'm Not Afraid to Move On” został zakwalifikowany przez nadawcę publicznego NRK do stawki konkursowej krajowych eliminacji eurowizyjnych Melodi Grand Prix. W finale selekcji, który odbył się 1 marca, piosenka awansowała z pierwszego miejsca (dzięki głosom pięciu regionalnych komisji jurorskich) do drugiej rundy, w której znalazł się z trzema innymi propozycjami, będącymi faworytami bukmacherów do wygrania. Ostatecznie singiel otrzymał największą liczbę 78 460 głosów i zajął pierwsze miejsce, zostając tym samym propozycją reprezentującą Norwegię podczas 48. Konkursu Piosenki Eurowizji. W finale konkursu, który odbył się 24 maja w Hali Olimpijskiej „Skonto”, Hasselgård zajął ostatecznie czwarte miejsce, zdobywając 123 punkty, w tym najwyższe noty (12 punktów) od Irlandii, Islandii i Szwecji.

## Notowania na listach przebojów
| Kraj     | Lista (2003)   | Miejsce |
| -------- | -------------- | ------- |
| Norwegia | Singles Top 20 | 12      |